# Holger Lewin
Knut Holger Lewin (eg. Levin), född 4 december 1925 i Skedevi och död 29 mars 2013 i Katrineholm, var en svensk författare som skrev i traditionen från de svenska arbetarförfattarna på 1930-talet.

## Biografi
Holger Lewin föddes och växte upp i den lilla byn Brenäs i Skedevi socken på gränsen mellan Östergötland och Södermanland. Fadern var smed. Redan efter folkskolan, vid tolv års ålder, kom han ut i arbetslivet. Han arbetade inom lantbruket, i sågverk, järnbruk, skog, på torvmossar etcetera, men större delen av sitt liv var han verksam som trädgårdsarbetare och som egen trädgårdsmästare. Mellan 1962 och 1977 tjänstgjorde han som arbetsledare på alkoholistanstalten Värnäshemmet. Han var själv nykterist sedan tonåren.

## Författarskap
Holger Lewin var litteraturintresserad redan som barn. Så fort han lärt sig skriva började han själv att författa dikter. 1937 publicerade först Katrineholms-Kuriren en av dikterna och senare samma år Folket i Bild en annan. Han läste tidigt vuxenlitteratur, helst arbetarförfattarna. Han skrev dagböcker. Men arbetet tog allt mer tid, han gifte sig (1949) och bildade familj och slutade skriva. 1969 upptäckte han sina gamla dagböcker. Det blev impulsen till förnyat skrivande.
1974 gav han på eget förlag ut sin första bok, diktsamlingen Sorgbarn. Han sade upp sig från tjänsten på Värnäs och började arbeta ”halvtid”, det vill säga vår och sommar med trädgårdar, höst och vinter med skrivande. Därefter följde en ny bok i stort sett varje år fram till Visor i vinden (2006), oftast på förlagen Författares bokmaskin och Axplock. Det var romaner, novellsamlingar, essäer och diktsamlingar, ofta illustrerade med författarens egna teckningar.

## Teman i böckerna
Mycket i böckerna är självupplevt eller handlar om människor han mött. Prosaberättelserna befinner sig ofta i gränslandet mellan självbiografi och skönlitteratur. Stämningen är ofta mörk. Han skriver i de svenska arbetarförfattarnas tradition om Fattigsverige, om hårt arbete och ofrihet. Ivar Lo-Johansson var en vän och mentor. Intresset för naturen har drag av Harry Martinsons författarskap. En annan förebild var Dan Andersson (han bevistade Dan Andersson-veckan i Grangärde i trettio år).
Landskapet är det som Holger Lewin själv vuxit upp och verkat i, alltså västra Södermanland, norra Östergötland och trakten kring sjön Tisnaren. I synnerhet i sina tidiga böcker använde han gärna egna sammansättningar av ord som ”åldringsdarrande”, ”hjärtfrysarmorgnar”, ”lasthetsböjelse” och ”gyllenlycka”.
Katter hade en mycket stor plats i Holger Lewins liv och i hans böcker. Han gav dem poetiska namn som Mullull, Skogekär, Bergbo, Rosenhane och Tintomara. Katten var en sorts frihetssymbol i hans poesi. Han har kallats både Sveriges siste arbetarförfattare och Sveriges mesta kattförfattare. Själv bodde han i Kattbo i Vingåker.

## Utmärkelser
- 1991 – Dan Andersson-priset för att han ”skriver i en anda som minner om Dan Andersson och arbetarförfattare som Ivar Lo-Johansson”[8] och ”för sitt engagemang kring de små i samhället.”[9].
- 1999 – Södermanlands läns landstings kulturstipendium.[10]
- 1993 – IOGT-NTO:s författarpris ”för sitt aktiva författarskap kombinerat med folkrörelsearbete och folkbildningsinsatser”.[11]
- 2008 – Stipendium från Författarnas Fotokopieringsfond.[12]